# Psammophaga
Psammophaga es un género de foraminífero bentónico de la subfamilia Saccammininae, de la familia Saccamminidae, de la superfamilia Saccamminoidea, del suborden Saccamminina y del orden Astrorhizida. Su especie tipo es Psammophaga simplora. Su rango cronoestratigráfico abarca el Holoceno.

## Discusión
Clasificaciones previas incluían Psammophaga en la superfamilia Astrorhizoidea, así como en el suborden Textulariina del orden Textulariida.

## Clasificación
Psammophaga incluye a las siguientes especies:
- Psammophaga crystallifera
- Psammophaga magnetica
- Psammophaga sapela
- Psammophaga simplora